# محمد ناصر
محمد ناصر (عربی: محمد ناصر علي محمد ربيع المسماري؛ زادهٔ ۱۸ مارس ۱۹۸۸) ورزشکار فوتبال اهل امارات متحده عربی است.
از باشگاه‌هایی که در آن بازی کرده‌است می‌توان به باشگاه فوتبال الشباب امارات، باشگاه فوتبال العین، باشگاه فوتبال الوصل امارات، و تیم ملی فوتبال امارات متحده عربی اشاره کرد.